# Nottuln
Nottuln (plattdeutsch Notteln) ist eine Gemeinde im Kreis Coesfeld in Nordrhein-Westfalen.

## Geographie

### Lage und Nachbarorte
Nottuln liegt etwa 20 Kilometer Luftlinie westlich von Münster und 15 Kilometer östlich von Coesfeld am Südwestrand der Baumberge.
Nottuln grenzt an Billerbeck, Havixbeck, Senden, Dülmen und Coesfeld.
Es hat eine gleichnamige Anschlussstelle 5 Kilometer südöstlich von Nottuln zur Bundesautobahn 43, die das Ruhrgebiet und Münster verbindet.

### Gemeindegliederung
Nottuln besteht aus den Ortsteilen:

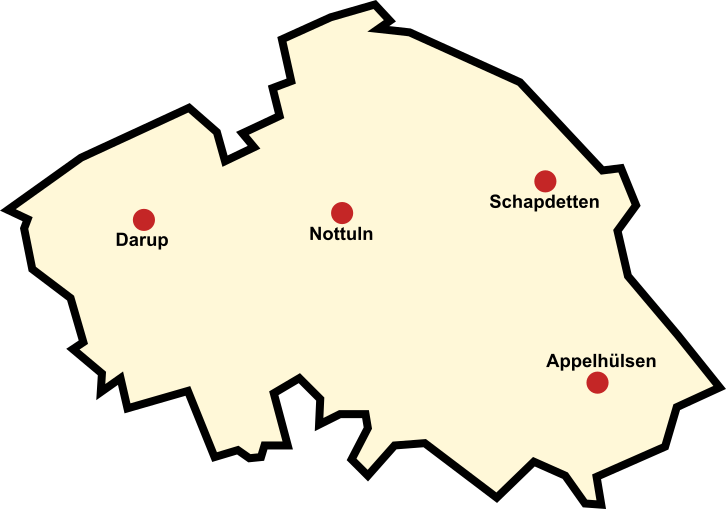
Ortsteile von Nottuln

- Appelhülsen (4.723 Einwohner; Stand: 31. Dezember 2020)
- Darup (2.167 Einwohner; Stand: 31. Dezember 2020)
- Nottuln (12.068 Einwohner; Stand: 31. Dezember 2020)
- Schapdetten (1.269 Einwohner; Stand: 31. Dezember 2020)

Zu Nottuln gehören u. a. die folgenden Bauerschaften:
- Baumberg
- Buxtrup
- Draum
- Gladbeck
- Hastehausen
- Heller, hier steht die denkmalgeschützte Hofanlage Villa Alstede
- Horst
- Hövel
- Limbergen
- Stevern
- Stockum
- Uphoven

## Geschichte

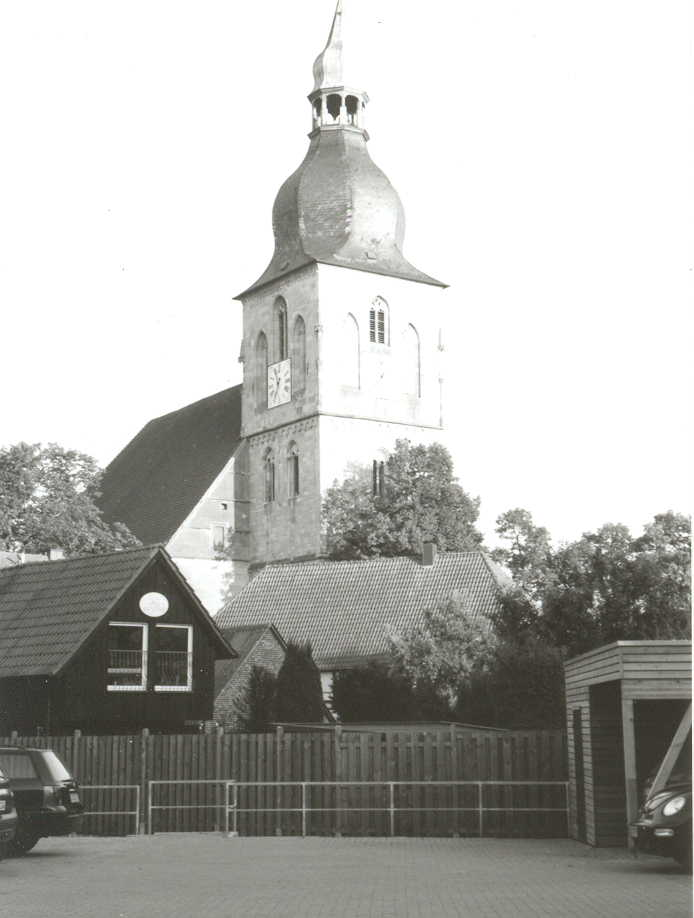
Die Pfarrkirche von Nottuln

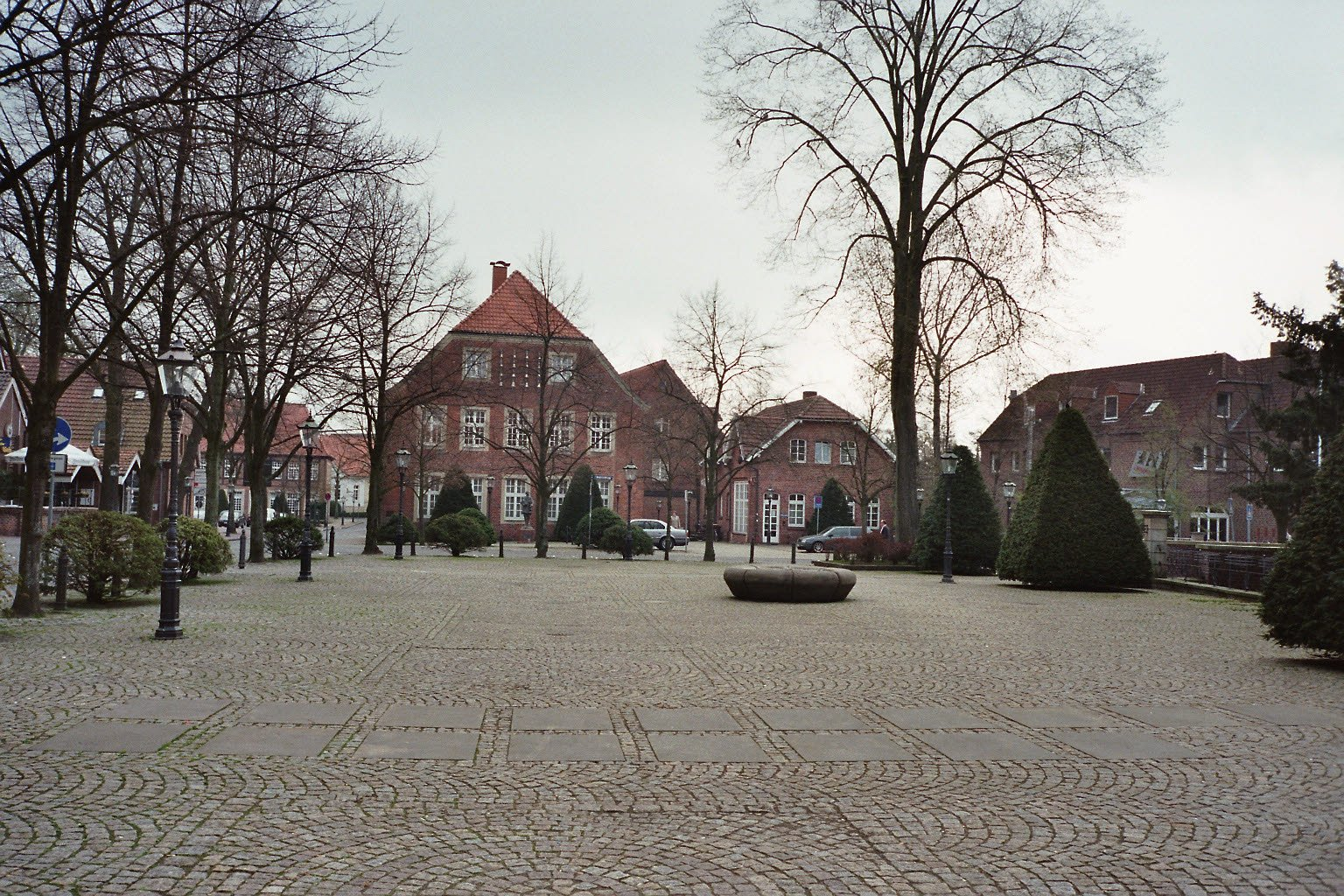
Der von Schlaun geplante Ortskern

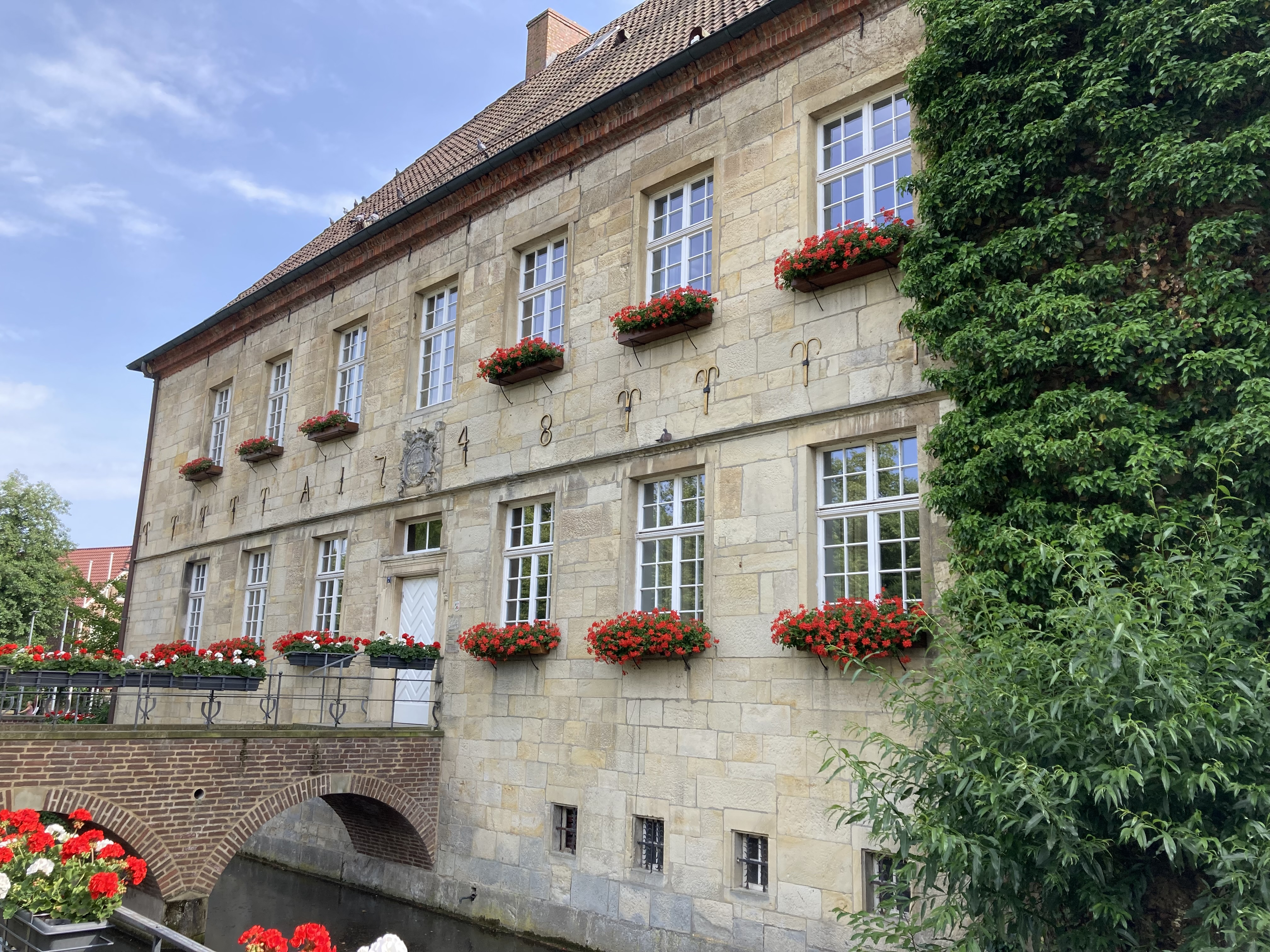
Stiftskurie Nottuln

Die Siedlungsspuren im Raum Nottuln reichen bis etwa 4000 v. Chr. zurück. Im 9. Jahrhundert, wahrscheinlich in der Zeit des ersten münsterischen Bischofs Liudger, entstand in Nottuln eine Pfarrkirche, möglich ist aufgrund des Martins-Patroziniums sogar eine noch frühere Gründung. Der ursprüngliche Name „Nutlon“ bedeutet vermutlich Nusswald oder Nussgehölz. Im 11. Jahrhundert, nach den Fälschungen des Kaplans Albert Wilkens bereits im 9. Jahrhundert, entstand in Nottuln ein Damenstift, in dem Heriburg von Nottuln als Heilige verehrt wurde. Ihr Sarg und ihre Gebeine sind in der katholischen Kirche in Nottuln ausgestellt. Bei dem Damenstift handelte es sich um einen lockeren Zusammenschluss von Frauen, die in der zweiten Hälfte des 13. Jahrhunderts als Vita communis nach den Regeln des heiligen Augustinus lebten. Dieses „gemeinsame Leben“ wurde 1524 aufgehoben und in ein freiweltlich-adeliges Damenstift umgewandelt. Da die Damen des Klosters sehr wohlhabend waren, führte dies dazu, dass die Gebäude trotz weltlicher Nutzung sehr aufwändig gebaut und mit teils eindrucksvollen Portalen versehen wurden.
In Nottuln befindet sich der „Stiftsbezirk“ in direkter Nachbarschaft zur Pfarrkirche St. Martinus und auf dem Gelände des ehemaligen Damenstiftes. Nach den Zerstörungen durch einen Brand 1748 wurde der Bezirk mit der Ascheberger, der Kettelerschen und der Reckschen Kurie unter der Leitung des barocken Architekten Johann Conrad Schlaun wieder aufgebaut, wobei als Baumaterial an herausragenden Stellen der Baumberger Sandstein zum Einsatz kam. Auch wenn Schlauns Pläne nicht vollständig umgesetzt werden konnten, stellt sich der Stiftsbezirk immer noch als ein Ensemble barocker Bauten dar. Auch die Pfarrkirche wurde nach dem Brand instand gesetzt und erhielt dabei eine barocke Haube in Form eines Zwiebelturmes. Noch heute findet rund um den Martinstag am 11. November im Nottulner Ortskern der traditionelle Martinimarkt, eine Kirmes mit Krammarkt, statt.
Die Pfarrkirche St. Bonifatius im Ortsteil Schapdetten ist eines der ältesten Bonifatius-Patrozinien im Bistum Münster. Sie wurde als Eigenkirche des Klosters Fulda etwa 1122 gegründet, ist jedoch erst 1313 nachweisbar.
Der Ortsteil Darup, der aus einer bäuerlichen Siedlung entstand, wurde 1188 erstmals urkundlich erwähnt. Der Ort liegt mitten im Münsterland (etwa 25 Kilometer von Münster entfernt) am Rande der Baumberge.

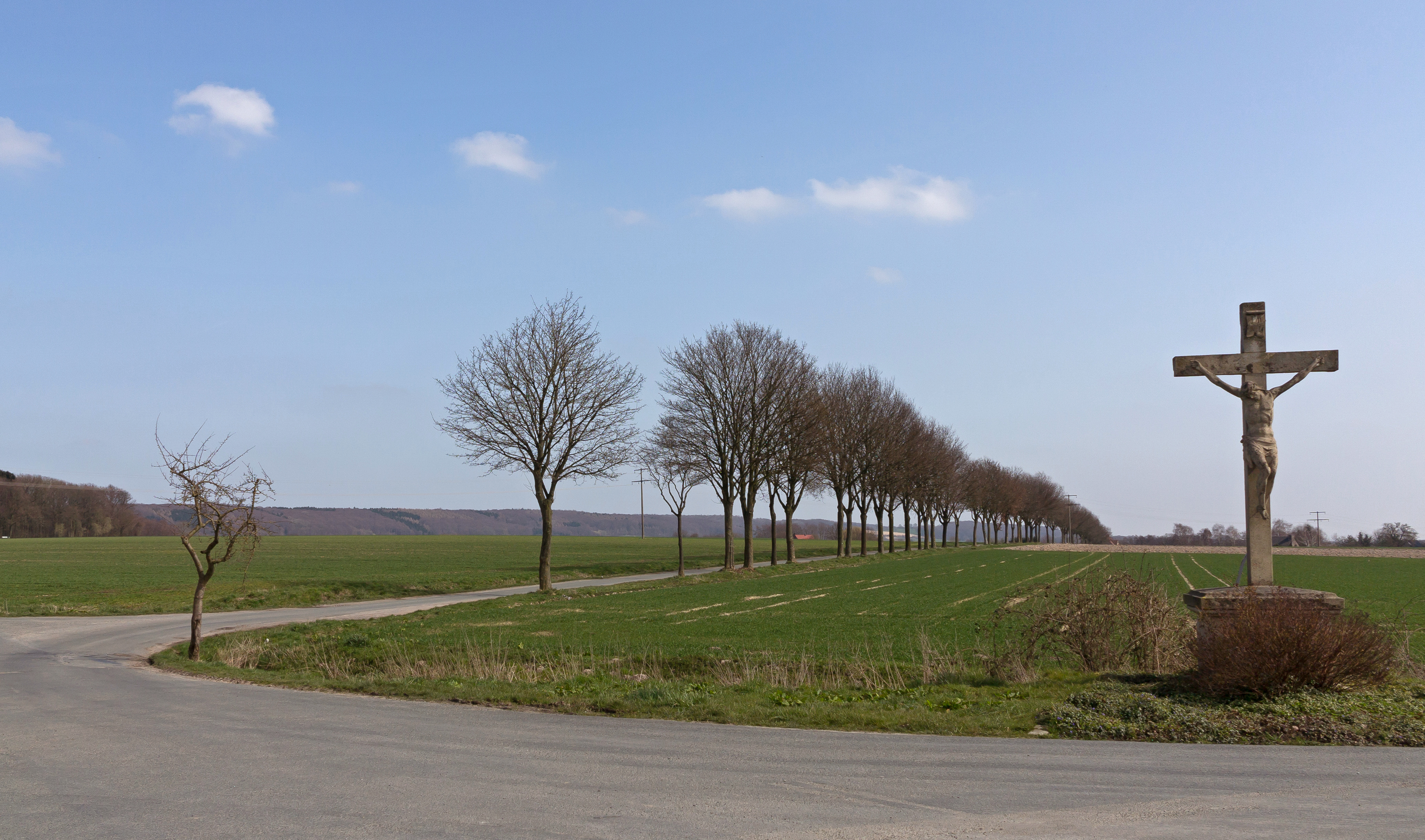
Uphoven, Kruzifix

In der Nähe des Ortes liegt die Wallfahrtskapelle „Zum Heiligen Kreuz“ (1753/54), in deren Innern sich ein lebensgroßes Kruzifix aus Sandstein an einem Baumkreuz (1718) befindet. Bis heute ist dieses Kreuz eine Wallfahrtsstätte für Pilgergruppen aus der näheren Umgebung. Die Geschichte Darups und seiner Kirchengemeinde reicht bis etwa ins Jahr 1000 zurück.
Die Kirche Ss. Fabian und Sebastian birgt in ihrem Innern ein Kleinod mittelalterlicher Malerei: den Daruper Altar (etwa 1420). Heute ist Darup ein Ortsteil Nottulns mit rund 2.100 Einwohnern.
Mit der Gebietsreform von 1975 wurde die vormals selbständige Gemeinde Limbergen räumlich aufgeteilt und teils der Stadt Dülmen, teils der Gemeinde Nottuln eingegliedert, die zugleich Rechtsnachfolgerin der Gemeinde Limbergen ist.
Limbergen mit seinen Bauerschaften Hövel und Gladbeck hat noch einen bäuerlichen Siedlungscharakter mit zahlreichen Gehöften, von denen einige unter Denkmalschutz stehen. Limbergen verfügte rund 200 Jahre lang über eine eigene Volksschule in Hövel und darüber hinaus über eine Freiwillige Feuerwehr mit eigenem Feuerwehrhaus, dessen Turm weithin sichtbar ist. Seit der Auflösung der Schule in Hövel in den 1960er-Jahren besuchen die Kinder die St.-Sebastian-Grundschule in Darup. Die Nachfolge der Freiwilligen Feuerwehr Limbergen trat die Freiwillige Feuerwehr Darup an, wobei das Feuerwehrhaus in Limbergen veräußert wurde.

### Verwaltungszugehörigkeit
- bis 180200 Hochstift Münster
- 1802–1807 preuß. Erbfürstentum Münster
- 1807–1811 Großherzogtum Berg
- ~18120000 Kaiserreich Frankreich
- 1813–1815 Generalgouvernement zwischen Weser und Rhein
- 1815–1946 preußische Provinz Westfalen, Landkreis Münster
- 1946–1969 Nordrhein-Westfalen, Landkreis Münster
- 1969–1974 Nordrhein-Westfalen, Kreis Münster
- ab 19750.0 Kreis Coesfeld

### Kirchengemeinden
Das Gebiet der politischen Gemeinde Nottuln ist identisch mit dem Gebiet der katholischen Pfarrgemeinde St. Martin. Die Pfarrgemeinde wurde im Herbst 2009 aus den folgenden ehemals selbständigen vier Pfarrgemeinden gebildet:
- St. Martinus, Nottuln
- St. Mariä Himmelfahrt, Appelhülsen
- St. Fabian und Sebastian, Darup und
- St. Bonifatius, Schapdetten.

Pfarrkirche der neu gebildeten Gemeinde ist St. Martinus im Ortsteil Nottuln. Die übrigen drei Kirchen sind Filialkirchen. Außerdem wird die Krankenhauskapelle des St.-Gerburgis-Krankenhauses als Gottesdienststätte genutzt.
Die evangelische Friedens-Kirchengemeinde umfasst das gesamte Gebiet der politischen Gemeinde Nottuln und unterhält zwei Gottesdienststätten: die Kirche „Unter dem Kreuz“ in Nottuln und das „Friedenshaus“ in Appelhülsen.

### Eingemeindungen
Im Rahmen der kommunalen Neugliederung, die am 1. Januar 1975 in Kraft trat, entstand die Gemeinde Nottuln aus den vormals selbständigen Gemeinden Appelhülsen, Darup (großenteils), Limbergen (teilweise), Nottuln und Schapdetten. Rechtsnachfolgerin des Amtes Nottuln ist die Gemeinde Nottuln. Vorher gehörte Nottuln mit Appelhülsen und Schapdetten zum Kreis Münster. Die Gemeinden Darup und Limbergen gehörten bis dahin zum Amt Rorup und zum Kreis Coesfeld. Rechtsnachfolgerin des Amtes Rorup ist die Stadt Dülmen.

### Einwohnerentwicklung
Seit den 1980er-Jahren wurden mehrere neue Wohngebiete vor allem im Südwesten des Ortsteils Nottuln erschlossen (Lerchenhain, Fasanenfeld I, Olympiastraße bis Niederstockumer Weg, „Am Hangenfeld“, Fasanenfeld II und zuletzt Nottuln-Süd), und die Einwohnerzahl stieg stark an. Seit Ende der 1990er-Jahre wurde auch in Appelhülsen unter anderem wegen der Verkehrsinfrastruktur (Bahnhof und Autobahn) und der damit verbundenen besseren Wohnbauförderung die weitere Wohnbauentwicklung vorangetrieben. Hier wurde seit 2010 ein weiteres Baugebiet (Hellerweg) erschlossen, in denen bislang nahezu alle Grundstücke bebaut worden sind. Im Ortsteil Darup kam es ebenfalls seit den 1980er-Jahren mit dem Ausbau und der Entwicklung weiterer Baugebiete (Nieresch II, Sonnenstiege, Pfarrer-Kroos-Straße, Schwester-Helma-Straße und von-Bönninghausen-Straße) zu einem Zuwachs der Einwohner. Neubauten wurden in Darup außerdem in einem kleinen privaten Baugebiet (Feldstiege) und im Baugebiet „Schoppmanns Wiese“ errichtet. In einem Grundsatzbeschluss entschied der Rat der Gemeinde Nottuln im Jahr 2006, „die weitere bauliche Entwicklung in allen Ortsteilen der Gemeinde zu fördern, um die […] vorhandene Infrastruktur auch künftig für die […] Bürgerinnen und Bürger zu erhalten und ein maßvolles Wachstum der Ortsteile zu ermöglichen“ (vgl. Ratsprotokoll vom 12. Dezember 2006).

### Konfessionsstatistik
Mit Stand 31. Dezember 2024 waren die Bekenntnisse der 20.478 Einwohnern: römisch-katholisch 52,1 % (10.859), evangelisch 13,6 % (2.786) und verschiedene 34,4 % Vier Jahren vorher waren die Bekenntnisse der 20.227 Einwohnern: katholisch 57,6 %, evangelisch 15,2 % und verschiedene 27,2 %

## Politik

### Gemeinderat
| CDU | SPD | UBG1 | GRÜNE | FDP | KL2 | Gesamt |
| --- | --- | ---- | ----- | --- | --- | ------ |
| 16  | 4   | 3    | 6     | 2   | 1   | 32     |

1 Unabhängige Bürgergemeinschaft Nottuln 2 Klimaliste

### Ergebnisse der Kommunalwahlen ab 1975
In der Liste werden nur Parteien und Wählergemeinschaften aufgeführt, die mindestens 1,95 Prozent der Stimmen bei der jeweiligen Wahl erhalten haben.
| Jahr | Wahlbeteiligung | CDU  | SPD  | UBG  | GRÜNE1 | FDP | Klimaliste | Linke | DZP |
| ---- | --------------- | ---- | ---- | ---- | ------ | --- | ---------- | ----- | --- |
| 1975 | n. a            | 63,2 | 25,7 |      |        | 4,4 |            |       | 6,7 |
| 1979 | 74,3            | 50,1 | 25,3 | 20,8 |        | 3,8 |            |       |     |
| 1984 | 69,3            | 54,9 | 28,7 | 16,4 |        |     |            |       |     |
| 1989 | 71,3            | 48,6 | 29,0 | 10,6 | 06,9   | 5,0 |            |       |     |
| 1994 | 84,7            | 51,0 | 27,3 | 09,7 | 09,4   | 2,7 |            |       |     |
| 1999 | 62,9            | 51,1 | 22,4 | 15,3 | 07,0   | 4,1 |            |       |     |
| 2004 | 62,2            | 44,2 | 19,5 | 17,9 | 11,0   | 6,4 |            |       |     |
| 2009 | 60,8            | 39,7 | 20,0 | 19,7 | 12,5   | 8,2 |            |       |     |
| 2014 | 60,0            | 42,5 | 20,4 | 18,0 | 10,6   | 5,3 |            | 3,2   |     |
| 2020 | 64,5            | 46,9 | 12,9 | 10,3 | 19,5   | 5,7 | 4,2        |       |     |

1 1989: Grüne, ab 1994: B’90/Grüne

### Bürgermeister
Bei der Wahl am 13. September 2020 wurde Dietmar Thönnes mit 76,4 % der Stimmen als Nachfolger von Manuela Mahnke zum Bürgermeister gewählt. Als überparteilichen Kandidaten unterstützten ihn CDU, Grüne und FDP.

### Wappen
Das Recht zum Führen eines Wappens wurde der Gemeinde Nottuln bereits 1937 vom damaligen Oberpräsidenten der Provinz Westfalen verliehen. Das Wappen wurde im Februar 1983 durch das Regierungspräsidium Münster genehmigt.
Blasonierung: „In Rot ein silberner heiliger Martin zu Pferd mit Bettler, darüber im goldenen Schildhaupt drei grüne gestielte, balkenweise gestellte Haselnüsse.“
Die Verehrung dieses Heiligen hat hier eine lange Tradition. Sie wird unter anderem dokumentiert durch sein Patrozinium über die Stifts- und Pfarrkirche, durch die Existenz der St.-Martini-Bruderschaft (gegründet 1383) und durch den jährlichen Martinimarkt im November (dokumentiert seit 1622). Überlegungen, das Wappen der heutigen Gemeinde Nottuln völlig neu zu gestalten und alle vier Ortsteile besonders darzustellen, wurden schon nach Vorlage der ersten Entwürfe fallengelassen. Der Rat war einstimmig der Meinung, dass St. Martin auch den Bürgern der neuen Gemeinde Symbol des gegenseitigen Verstehens, der Rücksichtnahme und des Vertrauens sein werde.
Die Haselnüsse im Schildhaupt des Wappens weisen auf den Namen der Gemeinde hin. Dieser geht auf die Bezeichnungen „Nuitlon“ oder „Nutlon“ zurück, die als „Nusswald“ oder „Nussgehölz“ ausgelegt werden.

### Städtepartnerschaften
Die Gemeinde Nottuln unterhält Partnerschaften mit der französischen Stadt Saint-Amand-Montrond (im Departement Cher) (seit 1984) und der polnischen Stadt Chodzież (deutsch Kolmar) (seit 1992).

## Wirtschaft und Infrastruktur

### Verkehr

#### Straßenverkehr
Die Gemeinde liegt an der Bundesautobahn 43 Wuppertal–Münster. Bis ins Jahr 2002 war die Autobahn 43 zwischen Nottuln und Dülmen-Nord als Autobahn-Behelfsflugplatz ausgebaut. Sie konnte innerhalb von 24 Stunden auf dieser Strecke zu einem militärischen Flugplatz umgebaut werden. Zusätzlich wird Nottuln von der Bundesstraße 525 durchquert.
Die Bauarbeiten für die Ortsumgehung Nottuln der Bundesstraße 525 begannen im Februar 2013. Die 4,9 Kilometer lange Umgehungsstraße wurde am 11. Mai 2018 offiziell freigegeben; sie kostete 21,5 Millionen Euro.
Die Ortsumgehung Darup wurde am 22. September 2009 eröffnet.

#### Schienenverkehr

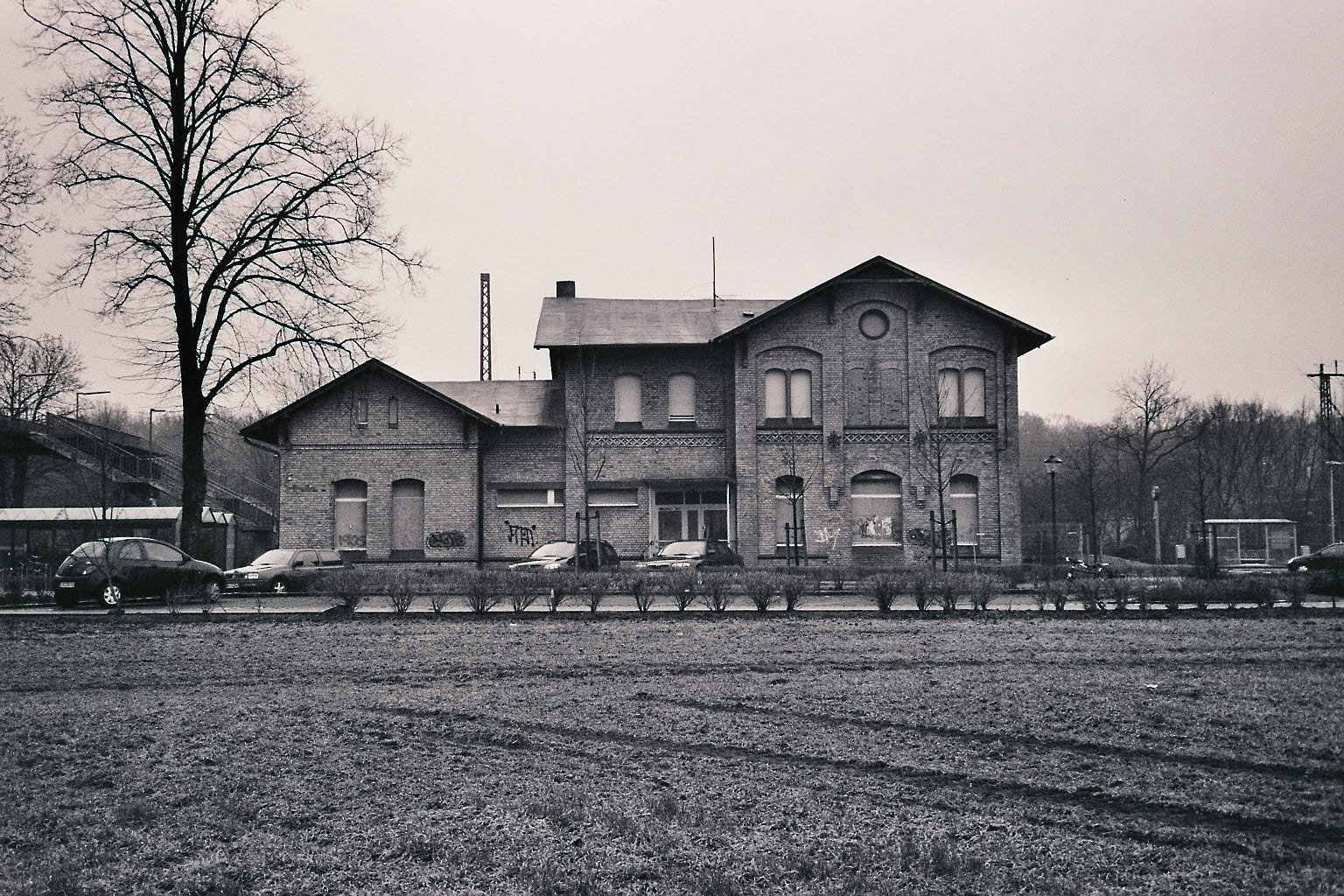
Das Bahnhofsgebäude in Appelhülsen (1870 gebaut, 2007 abgerissen)

Der Bahnhof Nottuln-Appelhülsen liegt 7 km südöstlich von Nottuln an der Strecke Wanne-Eickel–Hamburg. Dort verkehrt alle 30 Minuten der Niers-Haard-Express (RE 42) in Richtung Münster oder Essen. Stündlich wird diese Verbindung bis Mönchengladbach geführt. Er wird ergänzt durch den stündlich fahrenden RE 2 in Richtung Osnabrück und Düsseldorf. 2004 wurde der Name von Appelhülsen in Nottuln-Appelhülsen geändert. Das von der Köln-Mindener Eisenbahn-Gesellschaft erbaute historische Empfangsgebäude wurde im Januar 2007 vom Orkan Kyrill schwer beschädigt und kurz vor Ostern 2007 abgerissen.

#### Busverkehr
Münster ist von Nottuln aus mit der Schnellbusverbindung S60 über die Autobahn zu erreichen. Außerdem verkehren Regionalbuslinien über Schapdetten und Münster-Roxel nach Münster sowie über Darup nach Coesfeld. Die Stadtbuslinie C85 verbindet den Hauptort Nottuln mit dem Bahnhof im Ortsteil Appelhülsen.
Zentraler Omnibusbahnhof ist Nottuln Rhodeplatz.
| Linie | Verlauf | Takt                                         | Betreiber                   |
| ----- | --- | -------------------------------------------- | --------------------------- |
| S60   | Münster (Westf) Hbf – Nottuln – Darup                                                                                                | 20/60 min (Mo–Fr), 60 min (Sa), 120 min (So) | Regionalverkehr Münsterland |
| R62   | Coesfeld – Darup – Nottuln (R63 – Münster (Westf) Hbf)                                                                               | 60 min (Mo–Sa), 120 min (So)                 | Veelker                     |
| R63   | Münster (Westf) Hbf – Roxel – Nottuln (R62 – Coesfeld)                                                                               | 60 min (Mo–Sa), 120 min (So)                 | Veelker                     |
| N8    | Legden, Dorf Münsterland – Holtwick – Höven – Coesfeld Schulzentrum – Coesfeld – Darup – Nottuln – Appelhülsen – Münster (Westf) Hbf | 120 min (Sa auf So)                          | Regionalverkehr Münsterland |

#### Fahrradverkehr
Nottuln ist an den Fernradweg 100-Schlösser-Route angeschlossen.

### Bildung
Im Ortsteil Nottuln befinden sich zwei Grundschulen, eine Sekundarschule, die Steverschule sowie das Rupert-Neudeck-Gymnasium der Gemeinde Nottuln.

### Umwelt
Seit Oktober 2008 ist in Appelhülsen eine 7 Hektar große Freiflächen-Photovoltaikanlage am Netz. Sie besteht aus 16.632 Dünnschichtmodulen mit einer Gesamtleistung von 1.205,82 kWp. Dadurch wurden bereits über 9.400 Tonnen CO2 für die Umwelt eingespart, und die Gemeinde erzielte Einnahmen von mehr als 4.4 Millionen Euro (Stand Juni 2020).

### Medien
- Westfälische Nachrichten, Lokalausgabe Baumberge (für die Ortsteile Nottuln, Appelhülsen, Schapdetten)
- Billerbecker Anzeiger (für den Ortsteil Darup)
- Radio Kiepenkerl, Lokalradio für den Kreis Coesfeld

### Sendeanlage des Westdeutschen Rundfunks
Der Sender Nottuln, offiziell Sender Münster/Baumberge genannt, ist Standort einer Sendeanlage des WDR für UKW, DAB und DVB-T. Er versorgt das Münsterland mit Radio- und Fernsehprogrammen über Antenne. Der Sendebetrieb begann im Jahre 1952 und wurde im Laufe der Jahre immer wieder dem Stand der Technik angepasst. Die letzten größeren Maßnahmen waren die Erneuerung des 182 Meter hohen Antennenträgers im Jahre 2005 und die Einführung des digitalen Fernsehens DVB-T im Juni 2007.
Peter Naumann, Rechtsterrorist und heute Politiker der NPD, sprengte mit zwei Komplizen im Jahr 1979 während der Ausstrahlung der Dokumentation über den Holocaust Endlösung die beiden Sendemasten der ARD-Sender Koblenz (Dieblich-Naßheck) sowie den Longinusturm am Sender Nottuln, um die Ausstrahlung zu verhindern. Betroffen waren circa hunderttausend Fernsehgeräte. Der Sprengstoffanschlag war eine der ersten rechtsterroristischen Aktionen in der deutschen Nachkriegszeit.

### Oldtimersammlung

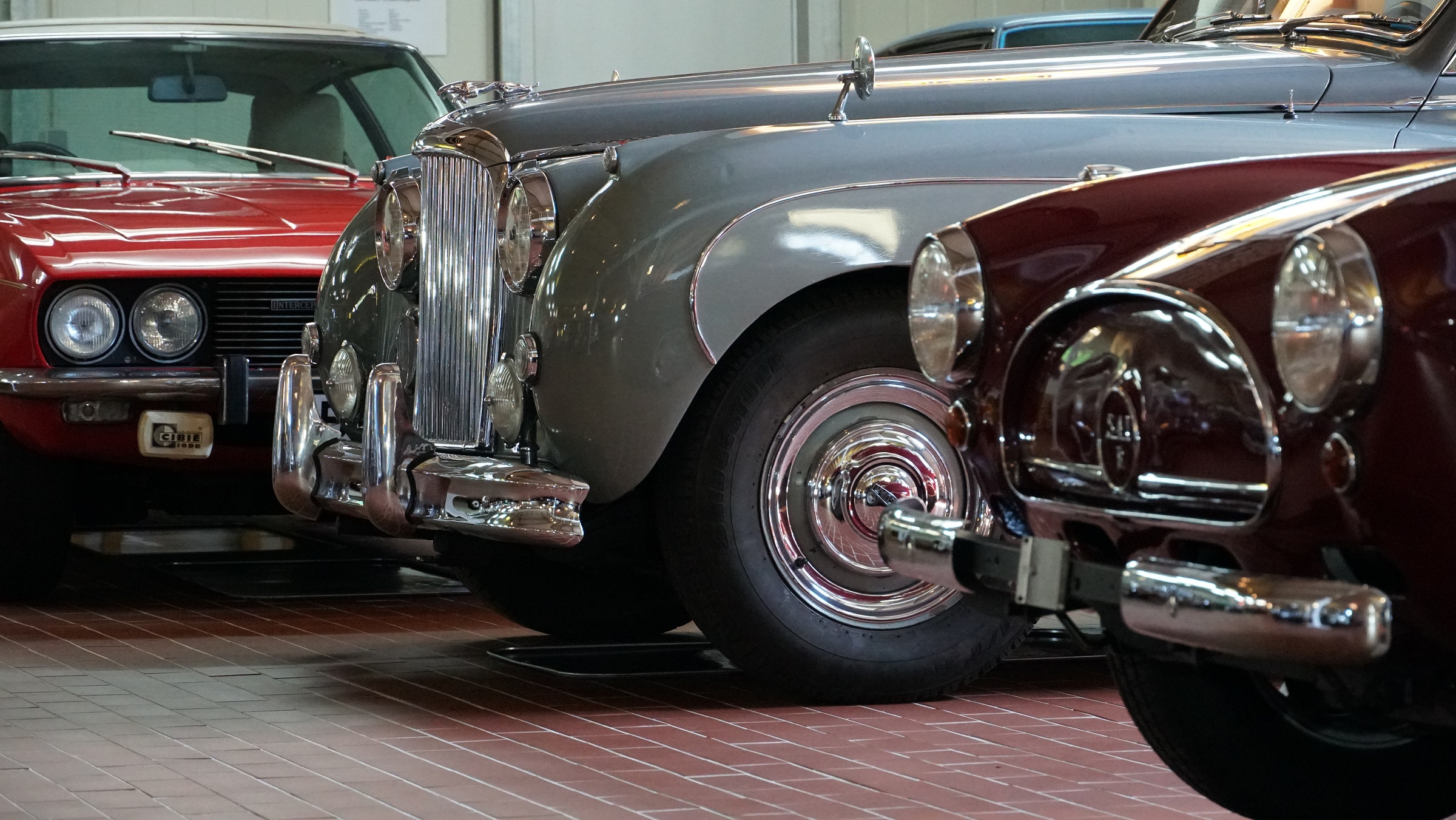
Klopfer Foundation

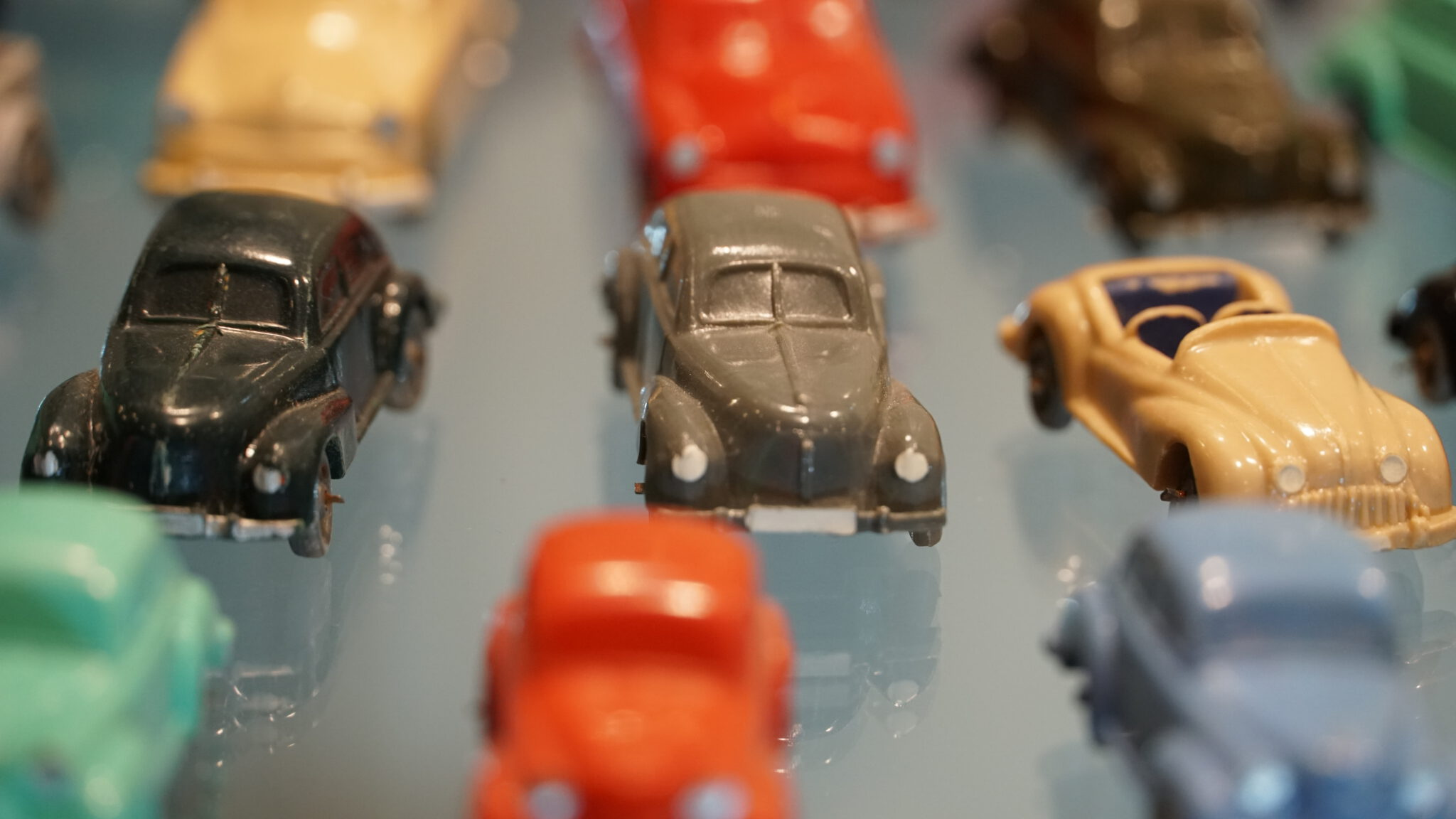
WIKING Verkehrsmodelle

Das Oldtimermuseum Nottuln ist der Standort der Klopfer Foundation. Hierbei handelt es sich um die gemeinnützige Stiftung Technisches Kulturgut im Land NRW. Stiftungsgründer sind Monika und Dieter Klopfer. Schwerpunkt der Sammlung sind deutsche und englische Sportwagen-Klassiker, Fahrzeuge in geringer Bauzahl oder mit technischer Relevanz. Auf ca. 2.500 m² werden über ca. 80 Fahrzeuge aus einer umfangreicheren Sammlung präsentiert. Einmalig ist auch: hier ist die größte, öffentlich bekannte Sammlung von WIKING mit über 17.000 Verkehrsmodellen / Exponaten ausgestellt.

## Telefonvorwahlen
In Nottuln gilt hauptsächlich die Vorwahl 02502. Appelhülsen und Schapdetten nutzen davon abweichend die Nummer 02509.

## Persönlichkeiten
- Wilhelm Kentrup (*1898–1963), Blaudrucker, älteste Blaudruckerei NRW, Zwei Wahlperioden Bürgermeister der Gemeinde Nottuln
- Heriburg († 839), Schwester des Hl. Liudger, erste Äbtissin von Nottuln
- Hermann Busenbaum (1600–1668), jesuitischer Theologe
- Franz Wilhelm Darup (1756–1836), religiöser Autor und Ehrendomkapitular
- Clemens Maria Franz von Bönninghausen (1785–1864), Jurist, Homöopath, Gutsbesitzer auf Haus Darup und erster Landrat des Kreises Coesfeld
- Joseph Ferdinand Westhoff (1812–1870), Jurist und Schriftsteller
- Hermann Hidding (1863–1925), Bildhauer
- Franz Ballhorn (1908–1979), Sportfunktionär, katholischer Publizist, NS-Opfer
- Joseph Schumacher (1934–2020), römisch-katholischer Priester und Professor für Fundamentaltheologie Universität Freiburg
- Raphaela Händler (* 1940), römisch-katholische Ordensschwester und Ärztin
- Norbert van Heyst (* 1944), Bundeswehr-Offizier, ehemaliger Kommandeur des 1. Deutsch-Niederländischen Korps in Münster, in dieser Funktion von Februar bis August 2003 auch Kommandeur der ISAF in Afghanistan
- Hans-Peter Boer (* 1949), Krimi-Autor, Pädagoge und Heimatkundler
- Karl Schiewerling (1951–2021), Politiker (CDU), ehemaliger Bundestagsabgeordneter, lebte in Nottuln
- Rolf Gerlach (* 1953), ehemaliger Präsident des Sparkassenverbandes Westfalen-Lippe, Vorsitzender des Verwaltungsrates der WestLB
- Rudolf Lückmann (* 1958), Architekt und Hochschullehrer
- Tom Vieth (1960–2018), Bluesmusiker, Sänger und Gitarrist
- Ewald Frie (* 1962), Historiker
- Christian Baumeister[30][31] (* 1971), Tierfilmer, Regisseur und Produzent
- Christian Schulze Pellengahr (* 1975), Landrat des Kreises Coesfeld
- Charlotte Jonen (* 1991), Geigerin und Solistin
- Florian Thiel[32][33][34] (* 1993 in Gelsenkirchen, besuchte das Gymnasium Nottuln), Theaterregisseur